# Ланти, Эжен
Эжен Ланти (фр. Eugène Lanti, псевдоним, настоящее имя — Эжен Адам, фр. Eugène Adam; 19 июля 1879, Нормандия — 17 января 1947, Мексика) — эсперантист, социалист и писатель, основатель SAT и создатель теории безнационализма.

## Биография
Родители Ланти были крестьянами, поэтому уже в раннем возрасте Эжен успел поработать батраком, плотником, мебельщиком и дизайнером. Во всём был самоучкой и занимался образованием в вечернее время. В 1914 году мобилизован и в Первую мировую войну служил в качестве водителя санитарной машины. На Западном фронте выучил эсперанто. После войны вернулся в Париж, где оказал поддержку эсперанто в редакции журнала «Liberiga Stelo». С 1920 года жил в Париже с Эллен Кейт Лимузин, тётей Джорджа Оруэлла. Писатель несколько раз посетил встречи эсперантистов и был не в восторге, считается, что эта неприязнь нашла отражение в его романе «1984».
В этом же году Эжен Ланти отказывается от идей анархизма и становится одним из основателей Французской коммунистической партии. В 1921 году в Праге создаёт Всемирную вненациональную ассоциацию (SAT), основанную на широком круге говорящих на эсперанто коммунистах, социал-демократах и анархистах. В 1931 году анонимно публикует «Манифест безнационализма». В 1933 оставляет пост президента ассоциации из-за нападок со стороны руководства, однако продолжает играть важную роль в организации как писатель. В 1935 году основал независимый журнал «Herezulo», в которой подвергал критике советскую власть.
После 1937 года, покинув Францию, много путешествовал по миру. Столкнувшись с неизлечимой болезнью, повесился в Мексике.